# ヴァイマル国民劇場

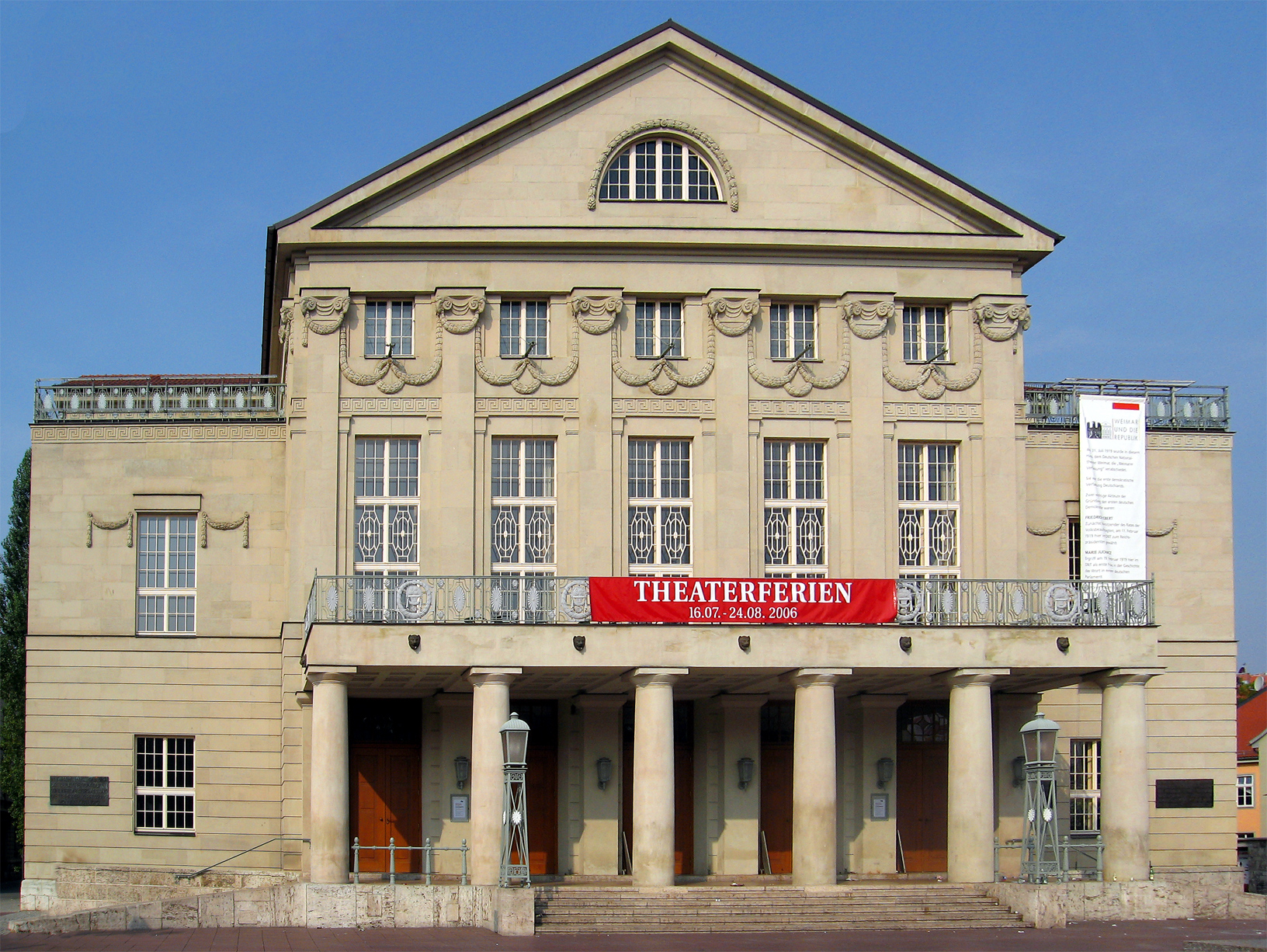
ヴァイマル国民劇場

ヴァイマル国民劇場（ヴァイマルこくみんげきじょう）は正式にはドイツ国民劇場音楽堂ヴァイマル（ドイツ語: Deutsches Nationaltheater und Staatskapelle Weimar）と呼ばれ、ドイツ・テューリンゲン州の文化都市ヴァイマル（ワイマール）の劇場・音楽堂で、町の中心でゲーテとシラーの像がある劇場広場 (ヴァイマル)に面しており、そこに演劇団および音楽団が本拠を置く。ヴァイマル国民劇場GmbHの株主は、テューリンゲン州およびヴァイマル市である。

## 概要
ヴァイマル国民劇場に本拠を置くのは、演劇のドイツ国民演劇団 (Deutsches Nationaltheater、現在はワイマルのみを拠点とする) と音楽のワイマル国民音楽団（Staatskapelle Weimar）からなる双子の機関で、市内に合計 6 つのステージがあり、ツアーで来る交響楽団や劇団も上演し、電子メディアにも出演している。
ヴァイマル国民劇場の設立は古く、またザクセン公国の時代18世紀のにはゲーテやシラーの劇が上演され、またリストも活躍した。まず1779年に、アントン・ハウプトマン (Anton Georg Hauptmann、1735–1803) が最初の劇場を建設し、これは1791年にはゲーテの指揮下で宮廷劇場になった。1825年3月の火災の後、カルル・シュタイナー (Carl Steiner、1774–1840) が同年9月までに古典主義の建物を完成させた。そして、1857年にエルンスト・リーチェル (Ernst Rietschel、1804-1861) によって作成されたゲーテとシラーの像が完成し、この建物の前に据えられた。
20世紀初頭に建物が様々な意味で不足になり、新古典主義の建物がミュンヘンの建築家マックス・リットマン (Max Littmann、1862-1931) の設計で建てられ、そのファサード部分は今日までそのまま残っている。第一次世界大戦後、ヴァイマル憲法もこの劇場で行われた憲法制定国民議会で採択されて、この建物はドイツ国民劇場ヴァイマルと改名した。